# Bara no tame ni
Bara no tame ni (薔薇のために? lett. "A favore delle rose") è un manga josei giapponese di Akemi Yoshimura. È stato pubblicato dalla Shogakukan dal 1992 al 1998 nella rivista Petit Comic e raccolto in 16 tankōbon. La serie ha inoltre ricevuto il premio Shogakukan per i manga vella categoria "shōjo" nel 1994.
La serie è stata inoltre adattata in un famoso dorama taiwanese, conosciuto come La rosa, nel quale hanno recitato S.H.E, Joe Cheng, e Huang Zhi Wei. Il drama ha vinto il Golden Bell Award nel 2004 come drama più popolare.

## Trama
Yuri è una ragazza di bassa statura e non particolarmente carina. Un giorno viene lasciata dal suo ragazzo, poiché ha trovato una ragazza molto più carina di lei, e tornata a casa scopre che sua nonna, l'unica persona con la quale ha una vera relazione affettiva, è ormai vicina alla morte. 
Dopo la morte della nonna, Yuri trova una sua lettera che rivela alla ragazza l'esistenza della propria famiglia in Hokkaidō. La scoperta più sconvolgente è che sua madre è la famosa attrice Shoko Hanai. Yuri va a vivere con la sua nuova famiglia, composta anche da una sorella maggiore, un fratello maggiore ed un fratello minore, tutti nati da padri diversi. La giovane si innamora di suo fratello maggiore, Sumire, e come sua rivale d'amore le si oppone suo fratello minore, Aoi.

## Personaggi
- Yuri, la protagonista della serie, si innamora quasi a prima vista di suo fratello Sumire.

- Sumire, il ragazzo conteso della serie.

- Aoi, il fratello minore di Yuri, è innamorato anche lui di Sumire.